# Эль-Хауз
Эль-Хауз (араб. الحوز‎) — деревня на западе Сирии, расположенная на территории мухафазы Хомс. Входит в состав района Эль-Кусайр. Является центром одноимённой нахии.

## Географическое положение
Деревня находится в западной части мухафазы, на левом берегу реки Эль-Аси, к югу от водохранилища Хомс, на высоте 508 метров над уровнем моря.
Эль-Хауз расположен на расстоянии приблизительно 17 километров к юго-западу от города Хомс, административного центра провинции и на расстоянии 113 километра к северо-северо-востоку (NNE) от Дамаска, столицы страны.

## Население
По данным официальной переписи 2004 года численность населения деревни составляла 2239 человек (1187 мужчин и 1052 женщины). Насчитывалось 311 домохозяйств. В конфессиональном составе населения преобладают алавиты.

## Транспорт
Ближайший гражданский аэропорт — Международный аэропорт имени Басиля Аль-Асада.